# شون كاريجان
شون كاريجان (بالإنجليزية: Sean Carrigan)‏ مواليد 16 مايو 1974 في فرجينيا، الولايات المتحدة، هو ممثل ومنتج أمريكي بدأ مسيرته الفنية عام 1998.

## الأعمال
- جون كارتر
- نادي الأمهات العازبات
- سكرابز
- هيروز
- هاوس
- إن سي آي إس: لوس أنجلوس
- غريز أناتومي
- عقول إجرامية
- تاتش
- العائلة الحديثة

## وصلات خارجية
- شون كاريجان على موقع بوكس ريك (الإنجليزية) (registration required)
- شون كاريجان على موقع IMDb (الإنجليزية)
- شون كاريجان على موقع ألو سيني (الفرنسية)
- شون كاريجان على موقع أول موفي (الإنجليزية)
- شون كاريجان على موقع قاعدة بيانات الفيلم (الإنجليزية)
- شون كاريجان على موقع كينوبويسك (الروسية)